# Saint-Émilion
Saint-Émilion è un comune francese di 2 072 abitanti, situato nel dipartimento della Gironda, nella regione della Nuova Aquitania.
Il paese è compreso nella lista del Patrimonio dell'umanità e conserva una chiesa monolitica e un'altra chiesa romanica.
La zona dove sorge il paese, nella valle della Dordogna, è un'importante zona vinicola del comprensorio del Bordeaux.

## Società

### Evoluzione demografica
Abitanti censiti

### Gemellaggi
- Deroua, dal 2022
- Woking, dal 2022